# Alexander Pröll
Alexander Pröll (* 24. Mai 1990 in Wien) ist ein österreichischer Politiker (ÖVP). Seit 3. März 2025 ist er Staatssekretär im Bundeskanzleramt in der Bundesregierung Stocker.

## Familie und Ausbildung
Alexander Pröll wuchs in Wien auf und besuchte ein Gymnasium im 18. Bezirk. Nach der Matura absolvierte er den Bachelor- und Masterstudiengang in Wirtschaftsrecht an der Wirtschaftsuniversität Wien (LL.B., 2015; LL.M., 2017).
Sein Vater, Josef Pröll, war von Dezember 2008 bis April 2011 Vizekanzler und Bundesminister für Finanzen der Republik Österreich. Alexander Prölls Großonkel ist der ehemalige Landeshauptmann von Niederösterreich (1992–2017) Erwin Pröll (ÖVP).
Pröll hat das Studium des Wirtschaftsrechts an der WU Wien mit dem akademischen Grad Master abgeschlossen. Bevor er im Kabinett des ehemaligen Bundeskanzlers Sebastian Kurz tätig war, hat er das Büro des damaligen ÖVP-Generalsekretärs Karl Nehammer geleitet.

## Politischer Werdegang
Prölls politische Laufbahn begann im Zielgruppenmanagement der Österreichischen Volkspartei für die Nationalratswahl 2017. Nach der Nationalratswahl arbeitete Alexander Pröll als Büroleiter (2017/12–2019/12) für den damaligen Bundesgeschäftsführer Alexander Melchior und damaligen Generalsekretär Karl Nehammer. Zu Beginn der türkis-grünen Koalition im Jänner 2020 wechselte Alexander Pröll ins Kabinett des damaligen Bundeskanzlers Sebastian Kurz. Dort war Pröll als Referent für wirtschaftspolitische Themen tätig und darüber hinaus für die Koordination mit den Bundesländern zuständig. Nach dem Rücktritt von Sebastian Kurz als Bundeskanzler arbeitete Pröll im Kabinett von dessen Nachfolger Alexander Schallenberg und anschließend im Kabinett von Bundeskanzler Karl Nehammer. Ende Dezember 2021 wurde Alexander Pröll zum Bundesgeschäftsführer der ÖVP bestellt. Seit März 2023 ist Alexander Pröll im Verwaltungsrat des FK Austria Wien tätig.
Für die Nationalratswahl 2024 wurde er auf Platz 19 der ÖVP-Bundesliste gereiht.
Am 5. Jänner 2025 wurde Alexander Pröll Generalsekretär der ÖVP. Sein Vorgänger Christian Stocker folgte Karl Nehammer als ÖVP-Obmann nach dessen Rücktritt in Folge der am 4. Jänner 2025 gescheiterten Koalitionsverhandlungen mit SPÖ und NEOS nach.
Als neuer Generalsekretär der ÖVP wurde Alexander Pröll auch Teil des Verhandlungsteams rund um Christian Stocker bei den später gescheiterten Koalitionsverhandlungen über eine neue Bundesregierung aus FPÖ und ÖVP sowie den neuerlichen Koalitionsverhandlungen mit der SPÖ und NEOS. Am 28. Februar 2025 verließ er seinen Posten als Generalsekretär, um Staatssekretär im Bundeskanzleramt zu werden. Sein Nachfolger wurde Nico Marchetti.